# フィラルモニ・ド・パリ

ホール外観

フィラルモニ・ド・パリ（フランス語: Philharmonie de Paris）は、フランス・パリ19区のラ・ヴィレット公園内にある「シテ・ド・ラ・ミュジック」（1997年開業）内の施設のひとつ。2015年開館。

## 概要
ジャン・ヌーヴェル及び助手のブリジット・メトラ（Brigitte Métra）らの設計により、2015年1月14日に落成。音響設計は、日本の永田音響設計。
それまでサル・プレイエルが本拠地だったパリ管弦楽団の新本拠地でもある。大ホールの座席数は、2400席。

## 施設・設備
- パイプオルガン